# 陕西广播电视台农村广播
陕西广播电视台农村广播，简称陕西农村广播，该频率于2003年3月28日开播，是全国首家专业对农村广播电台，服务“三农”是频道的主要目标。

## 节目
- 900点戏台
- 戏曲百花园
- 致富大赢家
- 老碗会
- 乡村爱情
- 红透三秦
- 乡村茶馆

## 主持人
- 陈鑫
- 晓惠
- 董丽萍
- 吴军
- 朱敏
- 柯柯
- 程海儒
- 李宏
- 新月